# برونو اونیمچی
برونو اونیمچی (انگلیسی: Bruno Onyemaechi؛ زادهٔ ۳ آوریل ۱۹۹۹) بازیکن فوتبال اهل نیجریه است.
از باشگاه‌هایی که در آن بازی کرده است می‌توان به باشگاه فوتبال بوآویشتا اشاره کرد.
وی همچنین در تیم ملی فوتبال نیجریه بازی کرده است.